# Mystic
Mystic je druhé studiové album skupiny Elderoth. Vydáno bylo v dubnu 2015.

## Seznam skladeb
1. Within - 1:01
2. Black and Blue - 4:15
3. This Shadow By My Side - 4:48
4. My Future - 3:27
5. Falling Star - 4:09
6. In a Dream - 3:36
7. The Ocean - 4:35
8. Far in the Sea - 4:27
9. Always Remember - 3:56